# Penzance
Penzance (korniska: Pennsans) är en stad och civil parish i Cornwall. Folkmängden uppgår till lite mer än 16 000 invånare. 
Penzance är en hamnstad och Englands västligaste stad. Den har ett milt klimat vilket möjliggör odling av tidiga frukter och grönsaker. Staden är en turist- och badort.